# 维尔德斯巴克
维尔德斯巴克（法語：Wildersbach，发音：[vildəʁsbak] 或 [vildəʁsbax]）是法国下莱茵省的一个市镇，属于莫尔塞姆区和米齐格县（Mutzig）。该市镇总面积3.3平方公里，2009年时的人口为322人。

## 人口
维尔德斯巴克人口变化图示